# Droit de vote des étrangers aux élections communales en Belgique
Le droit de vote des étrangers pour les élections communales en Belgique a été inséré dans l'article 1ter de la Loi électoral communal du 12 août 1932 par une loi du 19 mars 2004. Cette seconde loi est intervenue en réponse aux pressions imposées par l'Union européenne sur la Belgique afin qu'elle respecte le traité de Maastricht. La Belgique a d'ailleurs été plus loin que ce que prescrivait l'Union puisqu'en plus d'autoriser le droit de vote des citoyens de l'Union européenne, elle prévoit également le droit de vote pour les personnes qui résident en Belgique mais qui ne sont pas ressortissants d'un État membre de l'Union européenne. 

## Origine

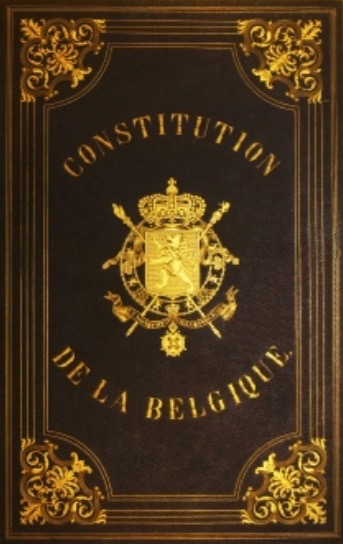
La Constitution belge

Le Traité de Maastricht de 1992 consacre la citoyenneté européenne. Sur la base de ce principe les personnes possédant la nationalité d’un des États membres de l’Union mais résidant dans un autre peuvent participer aux élections municipales et européenne. Le Conseil De l’Union Européenne à travers sa directive 94/80/CE, a insaturé les modalités relatives à ce vote et a justifié cette avancé comme un renforcement des liens étroits entre les pays membres, une reconnaissance des droits découlant de la citoyenneté européenne ainsi que l’application du principe d’égalité et de non-discrimination entre les citoyens nationaux et non-nationaux. À l'époque l’article 8 de la Constitution belge excluait tous les non-nationaux de la vie politique du pays. Pour respecter ses engagements internationaux, l'État belge aurait dû le réviser. Cependant la procédure de la révision de la Constitution n'a pas été  faite à temps. Ceci étant dû d'une part à la peur des partis flamands de voir les ressortissants de l’Union Européenne résidant en Flandre voter principalement pour des partis francophones, et d'autre part à la crainte des partis de droite francophones et néerlandophones de voir une augmentation des votes pour les partis de gauche. Par un arrêt du 9 juillet 1998, la Cour de justice de l'Union européenne a condamné la Belgique pour non-respect du délai de mise en application de la directive 94/80/CE.
Finalement, la loi adoptée le 27 janvier 1999 consacra les droits politiques de vote et d’éligibilité, pour les ressortissants de l’Union Européenne, ce qui était à l'époque anticonstitutionnel. Mais lors d'une révision de la Constitution en décembre 1998, le législateur, a décidé d’ouvrir la possibilité d’octroi des droits de vote et d'éligibilité aux ressortissants étrangers des pays tiers. En effet, il a ajouté l'alinéa 4 dans l'article 8 de la Constitution : « Le droit de vote visé à l'alinéa précédent peut être étendu par la loi aux résidents en Belgique qui ne sont pas des ressortissants d'un Etat membre de l'Union européenne, dans les conditions et selon les modalités déterminées par ladite loi. ». Cependant, une disposition transitoire indiquait que le Code électoral ne pouvait être modifié qu’à partir du 1er janvier 2001. De ce fait la possibilité de faire participer les ressortissants aux élections communales de 2000 était automatiquement exclue, et cela en raison de la peur du gouvernement Verhofstadt I d'encourager les votes pour les partis d'extrême droite. Le même gouvernement a également mené une politique d'assouplissement de la naturalisation pour essayer d'écarter le sujet sensible du droit de vote mais ceci n'a pas suffi. Finalement c'est sur la base de l'alinéa 4 de l’article 8 de la constitution que fut adoptée la loi du 19 mars 2004 donnant la possibilité de vote aux ressortissants des pays tiers lors des élections communales en Belgique, malgré une grande opposition du côté flamand avec la question du vote anti-immigration et la peur de perdre du terrain face aux partis francophones notamment dans la Région de Bruxelles. 

## Loi du 19 mars 2004
Lire en ligne

http://www.ejustice.just.fgov.be/cgi_loi/loi_a1.pl?imgcn.x=51&imgcn.y=6&DETAIL=2004031952%2FF&caller=list&row_id=1&numero=1&rech=1&cn=2004031952&table_name=loi&nm=2004000208&la=F&chercher=t&dt=LOI&language=fr&fr=f&choix1=ET&choix2=ET&fromtab=loi_all&sql=dt+contains++%27LOI%27+and+dd+%3D+date%272004-03-19%27and+actif+%3D+%27Y%27&ddda=2004&tri=dd+AS+RANK+&trier=promulgation&dddj=19&dddm=03#Art.1

### Objectifs
Le but principal de la loi du 19 mars est donc la concrétisation de la possibilité, pour le législateur, prévue par l'article 8, alinéa 4 de la Constitution, d’étendre le droit de vote aux résidents en Belgique qui ne sont pas des ressortissants d'un pays membre de l'Union européenne. Cette volonté part du postulat que le lien entre nationalité et droit de vote n'a pas de sens au niveau local. À travers cet élargissement du droit de vote, le législateur entendait mettre fin à une discrimination non-justifiée entre les non-Belges ressortissants d'États membres de l’Union européenne, et ressortissants d’autres États. Enfin, la participation politique au niveau local est également un facteur d'intégration important. 

### Conditions
Évidemment, le droit de vote est soumis à quelques conditions. Tout d'abord, comme les nationaux, les étrangers doivent avoir l’âge minimum de 18 ans accomplis, ils doivent également être inscrits au registre de population de la commune pour laquelle ils veulent voter. Ils ne peuvent pas non plus se trouver dans l'un des cas d'exclusion ou de suspension prévus par le Code électoral. À ces conditions, plus classiques, s'en ajoutent d’autres plus spécifiques au droit de vote des personnes ne possédant pas la nationalité belge. Effectivement, ceux-ci doivent, d’une part, avoir établi leur résidence principale en Belgique depuis au moins 5 ans de manière ininterrompue et durant un séjour légal. D'autre part, les étrangers doivent également introduire une demande écrite mentionnant leur nationalité, l'adresse de leur résidence principale ainsi qu’une déclaration par laquelle ils s'engagent à respecter la Constitution belge, les lois belges et la Convention de sauvegarde des droits de l'homme et des libertés fondamentales. Cependant, et à la différence des autres catégories d’électeurs, les ressortissants d'un pays non-membre de l’Union européenne n'ont pas le droit d'éligibilité. Pour pouvoir être éligibles, ils devront d'abord essayer d'acquérir la nationalité belge. Mais dès qu'ils sont inscrits sur la liste électorale, ils sont obligés de voter comme les nationaux.

## Conséquences sur les élections
Après l'adoption de la loi en 2004, les élections suivantes ont eu lieu en 2006. A cette occasion, sur les 108 617 ressortissants des pays tiers remplissant les conditions prévues par la loi, 17 065 se sont présentés aux urnes ce qui représente un pourcentage de 15,7 %. Cependant les taux d'inscription ont largement varié entre les trois différentes régions de Belgique. Il est aussi important de rappeler qu'au vue de la libéralisation de la naturalisation dans les années 2000, beaucoup d'étrangers ont pu acquérir la nationalité belge et voter en tant que nationaux, ce qui explique en partie l'impression d'un impact minime des étrangers sur les résultats du scrutin.  
Tableau reprenant le nombre et le pourcentage d'inscription des électeurs potentiels communautaires et extracommunautaires pour les élections communales de 2006.
|                              | Électeurs communautaires potentiels | Électeurs communautaires inscrits | %       | Électeurs non communautaires potentiels | Électeurs non communautaires inscrits | %       |
| Région wallonne              | 223 390                             | 63 578                            | 28,46 % | 23 897                                  | 5 091                                 | 21,3 %  |
| Région de Bruxelles Capitale | 136 482                             | 18 682                            | 13,7 %  | 42 298                                  | 6 622                                 | 15,7 %  |
| Région flamande              | 170 006                             | 28 713                            | 16,9 %  | 42 422                                  | 5 352                                 | 12,6 %  |
| Belgique                     | 529 878                             | 110 973                           | 20,9 %  | 108 617                                 | 17 065                                | 15,71 % |

### Région wallonne
Au sein de la Région wallonne, les ressortissants de pays tiers se sont inscrits au nombre de 5 091 sur les 23 897 électeurs potentiels soit un taux de 21,3 %. Les communautés étrangères qui ont exercé leurs droits de vote avec un plus grand taux sont les Congolais (37 %), les Marocains (19,2 %) et les Turcs (18,3 %). 
Les taux plus importants dans le sud du pays peuvent s’expliquer par les campagnes de sensibilisation mises en place par la région pour informer sur le droit de vote des étrangers ainsi que des mesures prises par la région comme par exemple l’envoi d’un courrier avec un formulaire d'inscription à tous les électeurs potentiels. 

### Région flamande
La Région flamande était celle qui présentait le plus grand nombre de ressortissants de pays tiers, au total 42 422 personnes, dont 5 352 se sont inscrits aux élections communales, soit 12,6 %. 
Le taux d'inscription peut s'expliquer par le fait qu'à l'opposé de la Région Wallonne aucune campagne de sensibilisation ou d'information n'a été organisée pour informer les étrangers de leur éventuel droit de vote. 

### Région de Bruxelles-Capitale
La Région bruxelloise enregistre, quant à elle, un taux d'inscription de 15,7 % des résidents non communautaires (6 622 inscrits sur les  électeurs potentiels). Cela dit, les résidents non communautaires n’ont pas eu un impact majeur sur les élections de 2006. En effet, le nombre des citoyens non communautaires à avoir réellement voté ne représente que 1,12 % de l'ensemble de l'électorat, alors qu'ils auraient pu avoir un impact de 5,67 % sur l'ensemble des votes si tous les électeurs potentiels avaient voté. Parmi les étrangers non communautaires, ce sont les Marocains (0,31 %), les Turcs (0,13 %) et les Congolais (0,12 %) qui ont eu plus grand impact réel. 
Tableau reprenant les taux d'inscription et les impacts sur les élections des principales communautés étrangères de la Région de Bruxelles-Capitale. 
| Pays d'origine    | Nombre d'électeurs potentiels | Nombre d'électeurs inscrits | Taux d'inscription | Impact potentiel de l'électorat | Impact réel de l'électorat |
| Albanie           | 352                           | 113                         | 32,1 %             | 0,05 %                          |                            |
| Algérie           | 737                           | 155                         | 21 %               | 0,10 %                          | 0,03 %                     |
| Arménie           | 377                           | 70                          | 18,6 %             | 0,05 %                          | 0,01 %                     |
| Cameroun          | 440                           | 153                         | 34,8 %             | 0,06 %                          | 0,03 %                     |
| Chine             | 461                           | 33                          | 7,2 %              | 0,06 %                          | 0,01 %                     |
| Congo             | 2 525                         | 730                         | 28,9 %             | 0,34 %                          | 0,12 %                     |
| États-Unis        | 1 028                         | 82                          | 8 %                | 0,14 %                          | 0,01 %                     |
| Iran              | 372                           | 54                          | 14,5 %             | 0,05 %                          | 0,01 %                     |
| Japon             | 526                           | 43                          | 8,2 %              | 0,07 %                          | 0,01 %                     |
| Maroc             | 17 159                        | 1 843                       | 10,7 %             | 2,30 %                          | 0,31 %                     |
| Philippines       | 595                           | 111                         | 18,7 %             | 0,08 %                          | 0,02 %                     |
| Roumanie          | 450                           | 59                          | 13,1 %             | 0,06 %                          | 0,01 %                     |
| Rwanda            | 370                           | 146                         | 39,5 %             | 0,05 %                          | 0,02 %                     |
| Serbie-Monténégro | 504                           | 95                          | 18,8 %             | 0,07 %                          | 0,02 %                     |
| Suisse            | 373                           | 53                          | 14,2 %             | 0,05 %                          | 0,01 %                     |
| Tunisie           | 432                           | 47                          | 10,9 %             | 0,06 %                          | 0,01 %                     |
| Turquie           | 5 337                         | 798                         | 15 %               | 0,72 %                          | 0,13 %                     |
| Yougoslavie (ex-) | 379                           | 37                          | 9,8 %              | 0,05 %                          | 0,01 %                     |
| Total hors UE     | 42 298                        | 6 622                       | 15,7 %             | 5,67 %                          | 1,12 %                     |

La Région avait aussi organisé des campagnes d'information (distributions de brochures) et l'envoi par courrier des informations et de formulaires d'inscriptions pour les élections aux étrangers concernés.  